# Gemeindeleiter
Gemeindeleiter ist in vielen freikirchlichen Gemeinden die offizielle Bezeichnung für den leitenden Ältesten einer lokalen Kirchengemeinde. Er wird – meist auf Vorschlag der Gemeindeleitung – von den Mitgliedern der Gemeinde gewählt. Er leitet in der Regel die Gemeindeversammlungen, nimmt neben, mit und als Pastor seelsorgerliche Aufgaben wahr und vertritt die Gemeinde nach außen. 
Im römisch-katholischen Bistum Basel werden als Gemeindeleiter voll ausgebildete Theologen ohne Priesterweihe bezeichnet, denen die Leitung einer Pfarrei übertragen wurde. Es war das einzige Bistum der römisch-katholischen Kirche, in dem auch laisierte Priester (mit Zölibatsdispens) als Gemeindeleiter eingesetzt wurden, jedoch beschloss der damalige Bischof Kurt Koch 2003, diese Praxis nicht mehr fortzuführen.